# Kolejnice

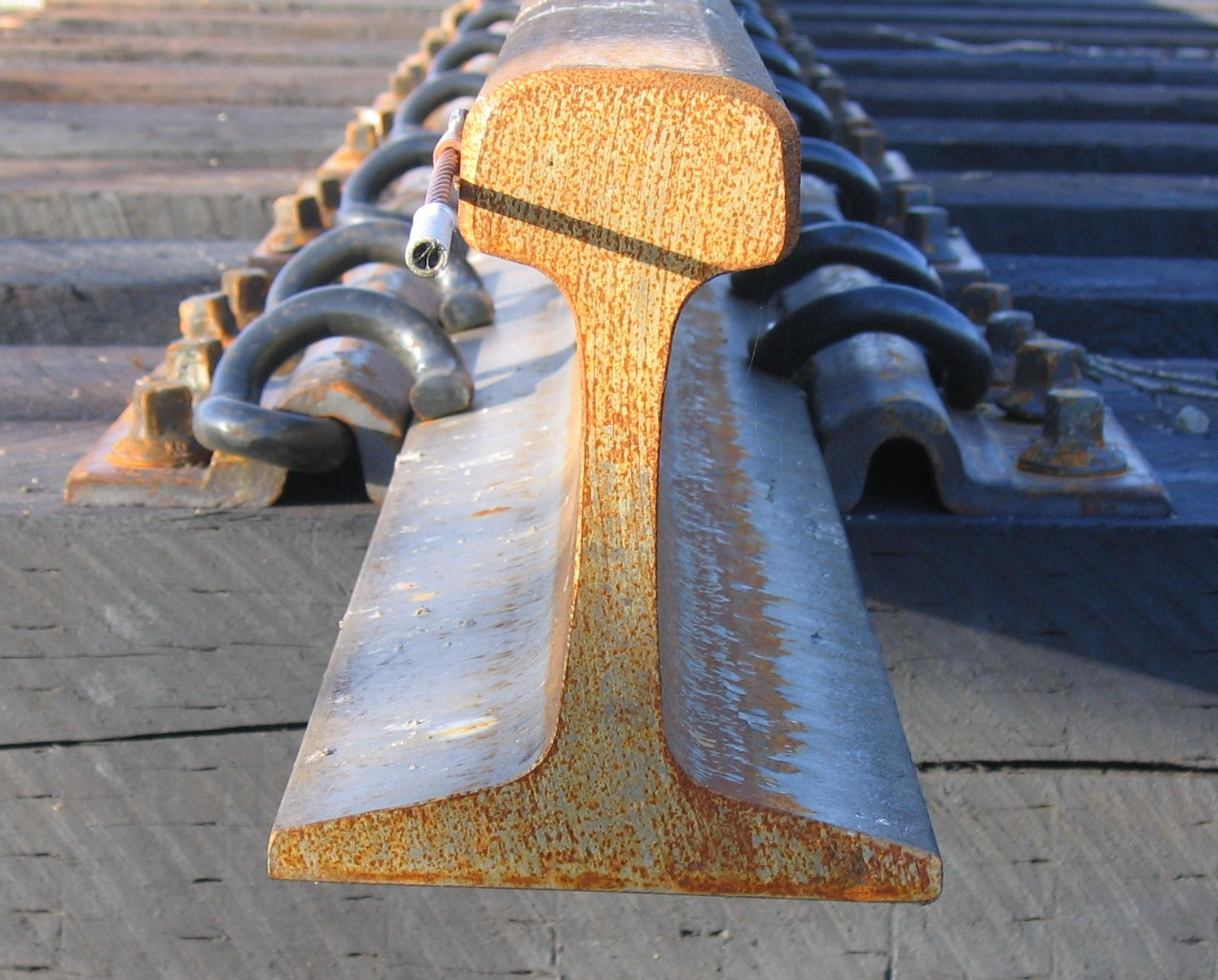
Širokopatní kolejnice

Kolejnice je jednou ze základních částí železničního svršku. Přenáší kolovou sílu a absorbuje podélné síly (rozjezdová a brzdová). Při průjezdu vozidla obloukem přenáší příčnou sílu, tzv. vodící. Zajišťuje hladký pohyb železničního vozidla. Na elektrifikovaných tratích slouží jako vodič zpětného vedení. Tvoří kolejové obvody pro železniční zabezpečovací zařízení.
Kolejnice spolu s pražci, upevňovadly a drobným kolejivem tvoří kolejové pole. Kolejové pole v kolejovém loži tvoří železniční svršek. Spojení jednotlivých kolejnic se provádí svařením (tzv. bezstyková kolej) nebo šroubováním. Takové místo se pak nazývá kolejnicový styk.

## Historie
První zmínka o kolejnicích je z 18. století. Objevily se na důlních drahách, byly jen dřevěné desky nebo dřevěné trámy. Vedení kol vozů bylo řešeno obvykle vodícím prknem na straně těchto trámů. Později (například na naší první koňské dráze z Budějovic do Lince) byly použity ocelové pásy připevněné ke trámům. Z Anglie do českých zemí v polovině 19. století pronikly hřibové kolejnice. Ty byly již na konci 19. století vytlačeny širokopatními kolejnicemi, používanými dodnes.

## Typy

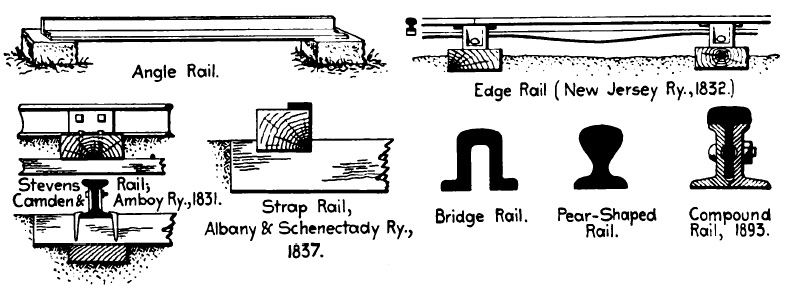
Americké profily kolejnic z 19. století

Následující typy kolejnic jsou sestupně seřazeny podle četnosti.
- širokopatní – pro železniční svršek, používány i na tramvajových tratích
- žlábková – pro tramvajové tratě
- bloková – pro tramvajové tratě, vetknuté ve speciálních panelech.

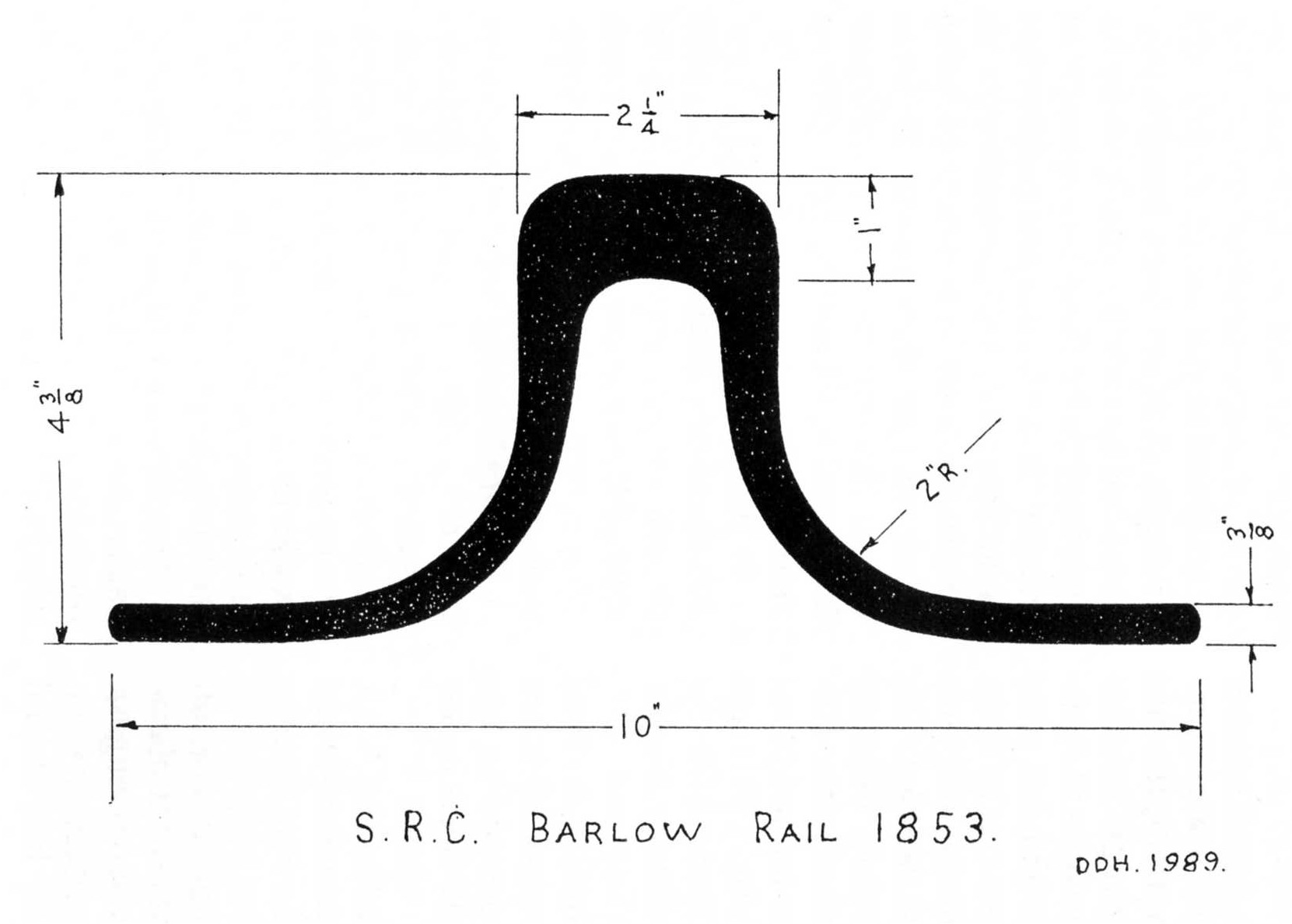
Řez Barlowovou kolejnicí

- jeřábová

V minulosti se užívalo mnoho dalších typů.
- Plochá ocelová (ocelový pás na dřevěném trámu)
- Plochá litinová (litinový pás na dřevěném trámu)
- Úhelníková litinová (profil L, umožňovala provoz běžných vozů, tento nápad se ale neosvědčil)
- Profil T
- Hřibová
- Dvouhlavá (hřibová s hlavou nahoře i dole, umožňovala teoreticky dvojnásobnou životnost – bylo ji možno otočit)
- Barlowův typ (zvláštní tvar, viz obrázek)

## Tvary

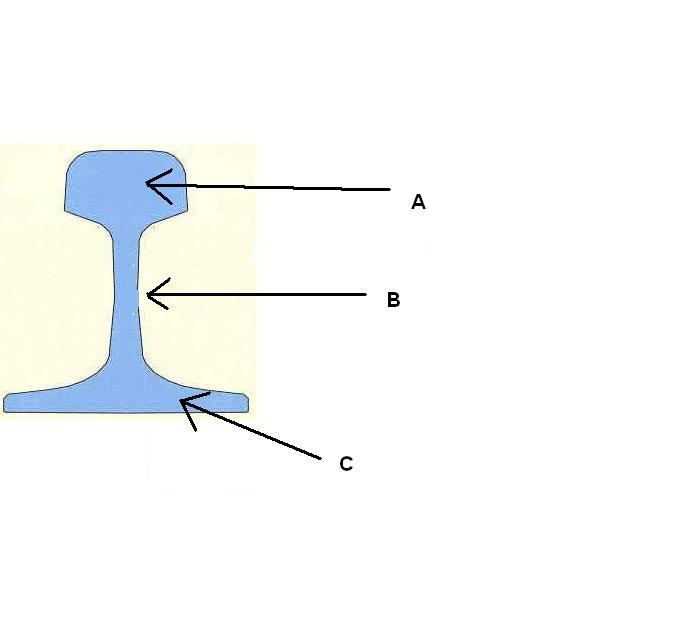
Profil širokopatní kolejnice: A – hlava; B – stojina; C – pata

Tvary kolejnice se liší svými rozměrovými parametry. Ty následující se týkají širokopatní kolejnice. Označení se skládá z písmene (popřípadě několika písmen), které zkracuje původ nebo použití, a čísla, udávající hmotnost 1 metru kolejnice v kg. Při přechodu z jednoho tvaru na druhý se vkládají přechodové kolejnice proměnného tvaru.

### Tvary používané vČesku
Po vzniku Československých státních drah byly v železniční síti tvary kolejnic dost nejednotné, v síti bylo užito přes 100 různých tvarů. Snahou o sjednocení bylo zavedení tvaru T v roce 1930. Na silně zatížených tratích se v roce 1963 začal používat tvar R 65 původem ze Sovětského svazu, tvar T byl nahrazen v roce 1970 tvarem S 49 původem z Německa. V roce 1991 byly konečně zavedeny kolejnice typu UIC 60, odpovídající standardům Mezinárodní železniční unie (UIC – francouzsky Union Internationale des Chemins de Fer).
- S 49 – na českých regionálních tratích nejčetnější; S – z německého Schiene (kolejnice); výška 149 mm; šířka paty 125 mm; šířka hlavy 70 mm; tloušťka stojiny 14 mm, poloměr zaoblení z hlavy do boku 13 mm, 49,43 kg/bm, symetrická podle své osy[1]
- R 65 – běžná na celostátních tratích; R – z ruského рельс (kolejnice); výška 180 mm; šířka paty 150 mm; šířka hlavy 72,8 mm; tloušťka stojiny 18 mm, 64,98 kg/bm[1]
- UIC 60 – na koridorech; nahrazuje R 65; výška 172 mm; šířka paty 150 mm; šířka hlavy 72 mm; tloušťka stojiny 16,5 mm, 60,34 kg/bm[1]
- T – na regionálních tratích; dnes již dožívají; T – těžký; výška 150 mm; šířka paty 128 mm; šířka hlavy 65,5 mm; tloušťka stojiny 15 mm; 49,99 kg/bm[1]
- A – na regionálních tratích; dnes již vzácně; 44 kg/bm
- Xa – na regionálních tratích; dnes již vzácně; 36 kg/bm

V současné době se při výstavbě používají pouze tvary S 49 a UIC 60, nově značené jako 49E1, resp. 60E1 či 60E2. Kolejnice UIC 60 jsou určeny především pro hlavní a některé předjízdné koleje vysoce zatížených páteřních tratí. Na ostatních tratích a ve staničních kolejích páteřních tratí jsou užívány kolejnice S 49.

### Současné tvary rozšířené ve světě
Mezi současné světově užívané tvary kolejnic patří, v závorkách jsou uváděna starší či alternativní označení:
- evropské (kontinentální): RN 45, 45E1 (BS 90A), 46E2 (U33), 49E1 (S49), 49E5, 50E6 (U50), 54E1 (UIC 54), 54E2 (UIC 54E), 54E3 (S54), 54E4, 60E1 (UIC 60) a 60E2
- britské: BS 80 A, BS 90A (45E1) a BS 100 A
- ruské: R50 a R65
- americké: 90ARA-A (TR45), 100RE, 115RE (TR57), 119RE, 132RE, 136RE, (TR68), 141 AB a 100ARA-B
- čínské: China 50 a China 60
- indické: IRS 52
- australské: D1 (AS68) a D2 (AS60)
- ASCE (American Society of Civil Engineers): ASCE 60, ASCE 85

Číslice u označení typu kolejnice vesměs označují hmotnost metru v kilogramech (kromě britských a amerických systémů, které uvádějí hmotnost v librách).

## Galerie

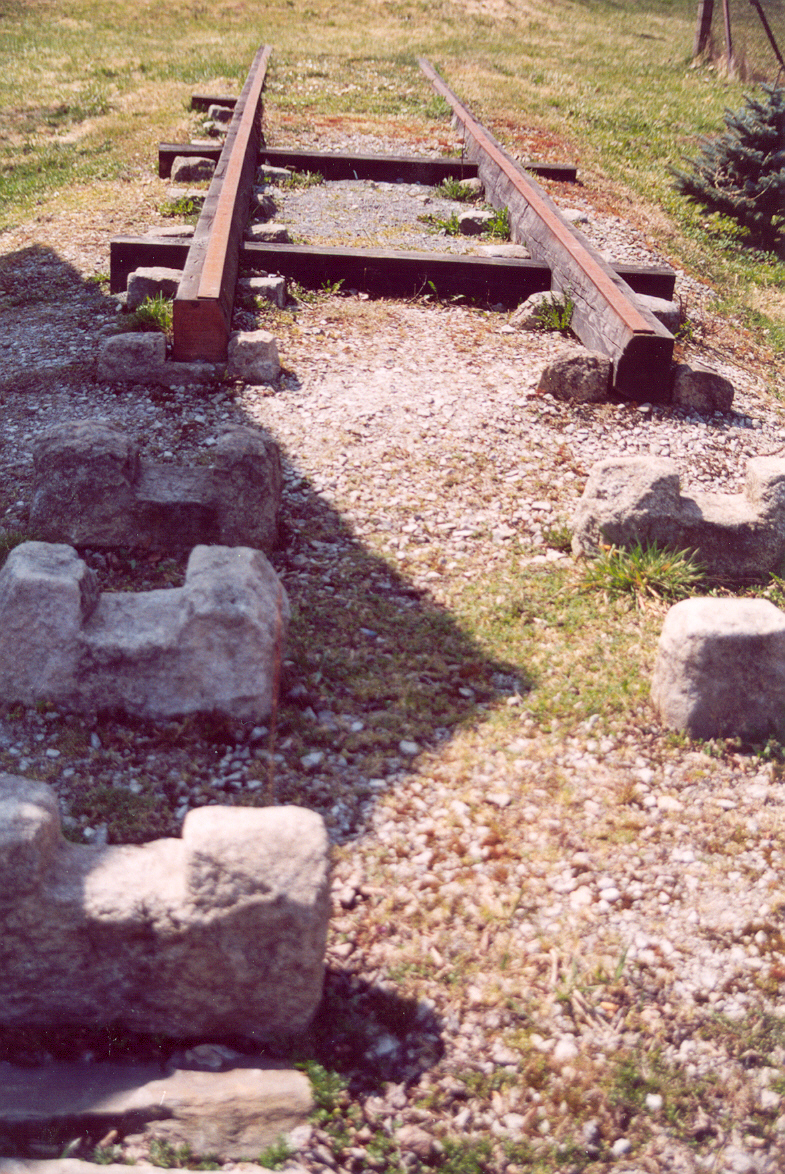
Kolej koněspřežky
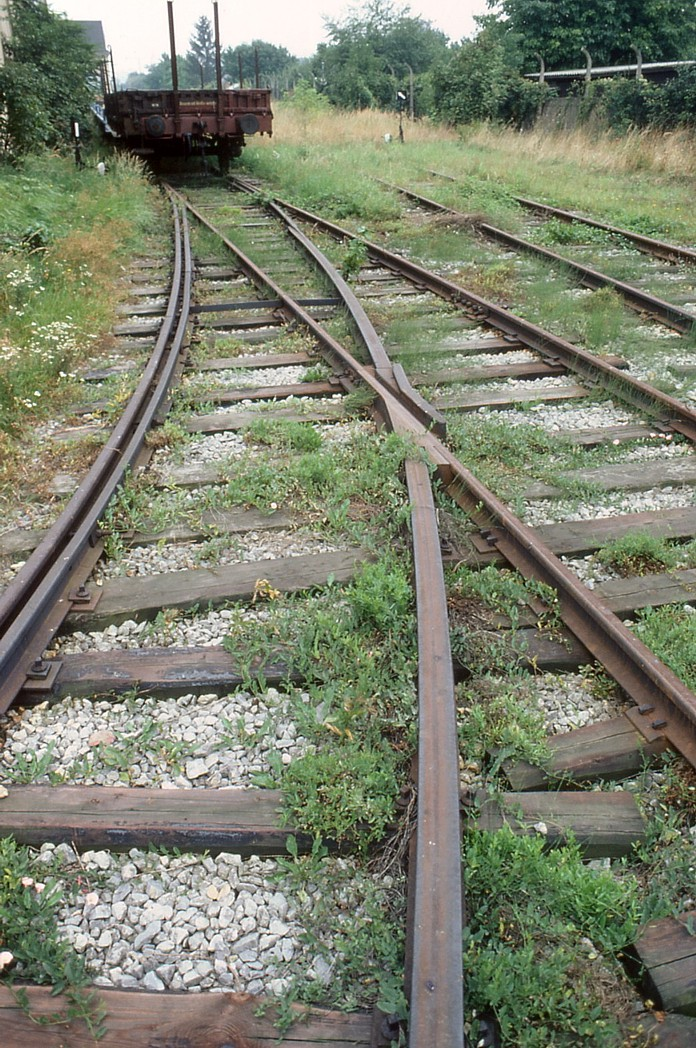
Kolejnice s plochou hlavou ve výhybce s malým poloměrem odbočné větve. Bývalá lokomotivka Floridsdorf
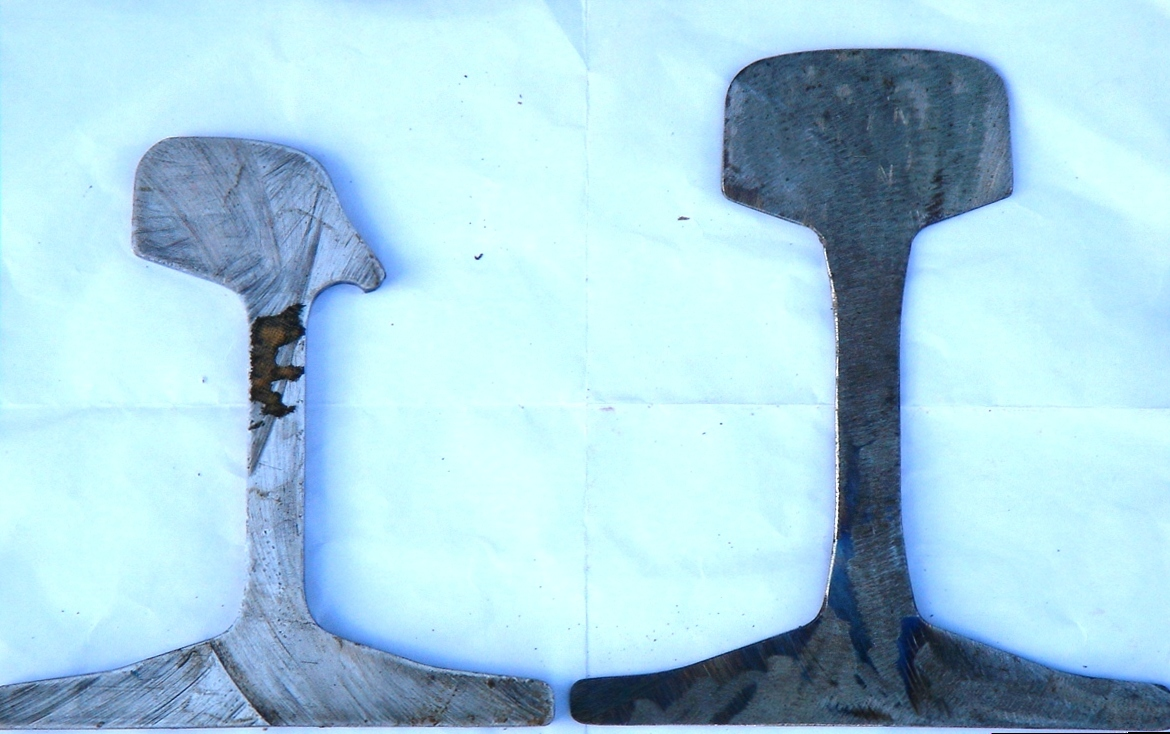
Porovnání ojeté (vlevo) s novou kolejnicí (vpravo)
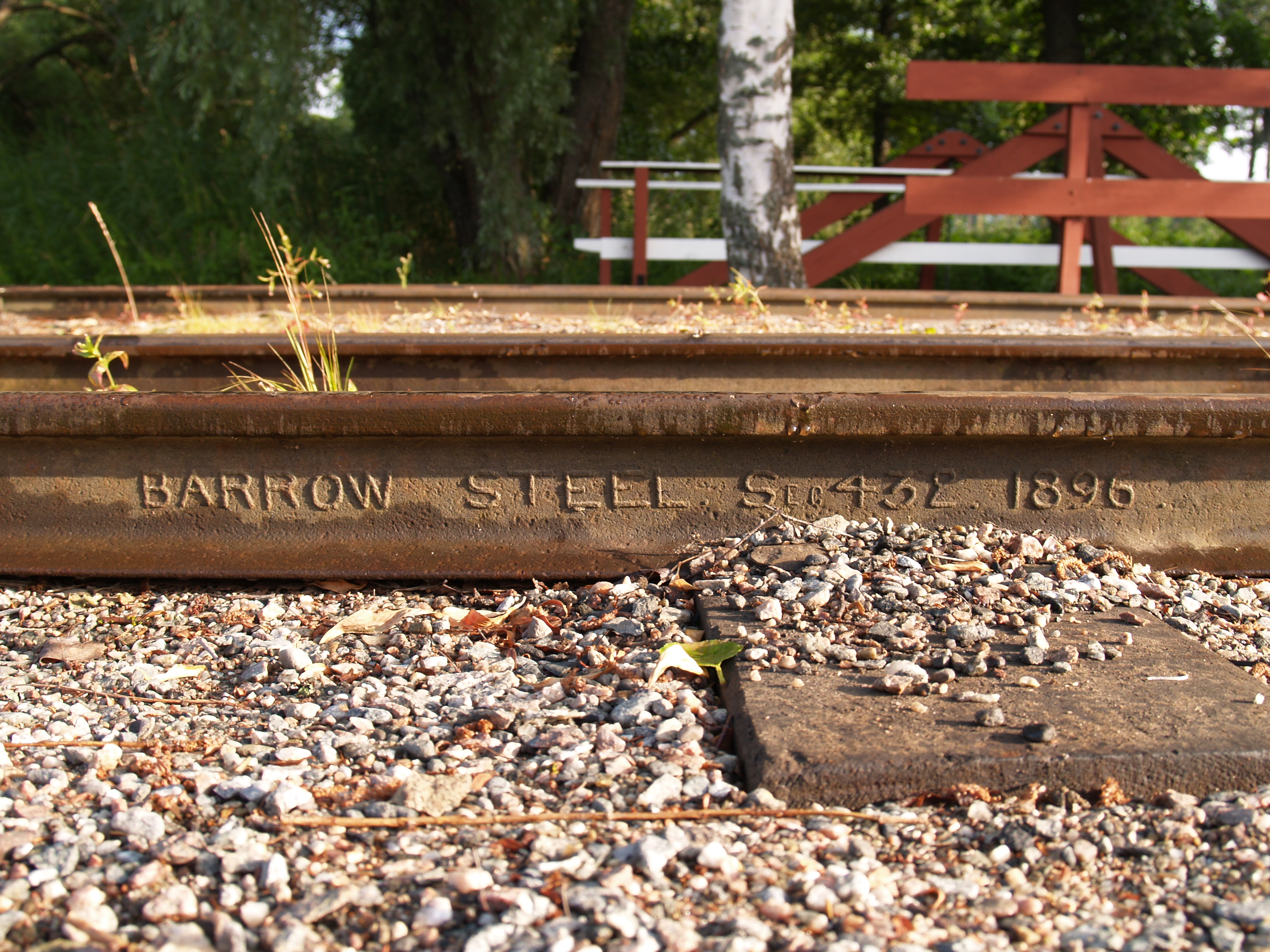
Označení výrobce a roku na stojině kolejnice

### Tramvajové tratě

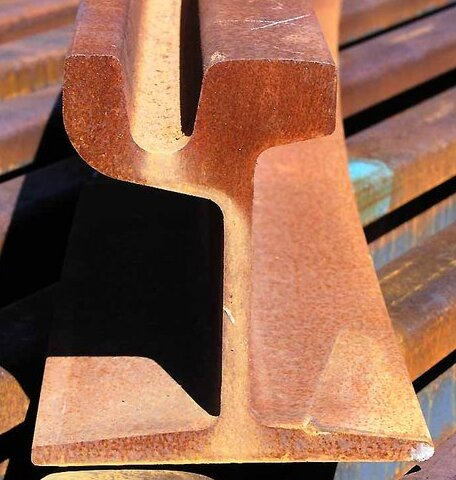
Žlábková kolejnice pro tramvajové tratě

Na tramvajových tratích ve městech bývalého Československa se užívají například žlábkové kolejnice NT 1 (a ve velkoplošných panelech blokové žlábkové kolejnice B 1) z Třineckých železáren, žlábkové kolejnice polského typu 180 S nebo ruského TV 60 a v některých městech se však na úsecích nepojížděných silničními vozidly používají i bezžlábkové železniční kolejnice. Kolejnice NT 1 má poloměr zaoblení z hlavy do boku 6 mm. Od poloviny 20. let do poloviny 60. let 20. století se v Praze na zvýšených tramvajových pásech běžně používaly bezžlábkové kolejnice NP 5 a na silničních přejezdech žlábková varianta NP 3. Bezžlábkové kolejnice nejsou vůbec použity v Plzni a Olomouci, do Prahy začaly být vraceny roku 2010. V Mostě a Liberci jsou na některých úsecích použity kolejnice S 49 v kombinaci s profilem tramvajových kol VM. V Brně se používají speciální profily kol i kolejnic, které jsou podobnější železničním. Ostravská tramvajová síť má profily takřka shodné se železničními, používají se zde také kola s výrazně vyššími okolky než v ostatních městech.

## Délky
Délka kolejnice se vyvíjela. Lité kolejnice mívaly délku kolem 1 m. Válcované kolejnice bylo možno vyrábět delší tak, jak se vyvíjely technologické postupy. Běžná délka kolejnice pro použití na železnici dosáhla postupně hodnoty 25 m. Pro vyrovnání rozdílných délek kolejnicových pásů v oblouku se používají zkrácené délky po 50 mm až do 24,80 m. V současné době se válcují i kolejnicové pásy o délce až 120 m, které nacházejí použití především na vysokorychlostních tratích.

## Materiál
Základní materiálem je ocel. V současnosti Třinecké železárny vyrábějí kolejnicovou ocel o jakosti 900 A (to odpovídá 95 ČSD – Vk), značená jak R260. Její pevnost v tahu je 880 až 1030 MPa a tažnost A5 max. 10 %. Obsah uhlíku se pohybuje od 0,6 do 0,8 %. Kolejnice na více zatížených tratích jsou legovány manganem (až 1,3 %), křemíkem (do 0,5 %) a dalšími prvky.